# Экономическая таблица Кенэ

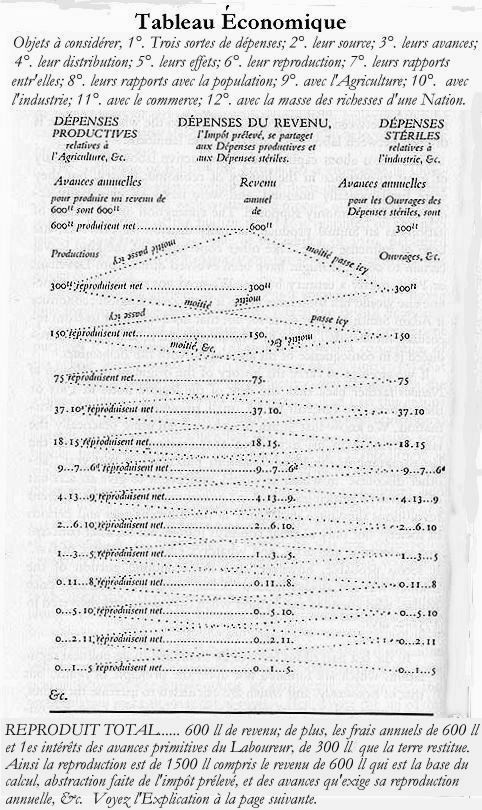
Оригинальная визуализация процесса воспроизводства, 1759 год.

Экономическая таблица (фр. Tableau économique) — работа французского экономиста Франсуа Кенэ, являющаяся одной из первых попыток описания общественного воспроизводства в целом. Считается, что именно Кенэ дополнил категориальный аппарат экономики термином «воспроизводство». Таблица, составленная учёным в 1758 году, основывается на установлении балансовых пропорций между натуральными, то есть вещественными, и стоимостными, то есть денежными, элементами производства.
Опираясь на парадигму «чистого продукта», которая постулирует принципиальную возможность создания новой стоимости только в сельском хозяйстве, Кенэ заложил основы экономического учения физиократов.

## Основные элементы теории
Кенэ выделил в общественном хозяйстве три группы агентов:
1. фермеры и наёмные рабочие аграрного сектора, «производительный класс»,
2. собственники земли — феодалы (к числу которых относился и король),
3. промышленники, купцы, ремесленники и другие занятые не в сельском хозяйстве, «бесплодный класс».

Согласно таблице, в рамках годичного воспроизводственного цикла происходят пять актов обращения продукции и денег, предваряемых выплатой земельной ренты: фермеры уплачивают землевладельцам 2 миллиарда ливров. Затем происходит сам процесс обращения:
1. собственники покупают у фермеров продукты питания на сумму 1 млрд. ливров. Фермеры получают миллиард обратно, и эта сумма, как 1/5 годового продукта выводится из обращения;
2. собственники на второй миллиард ренты покупают у «бесплодного» класса изделия промышленности;
3. «бесплодный» класс на полученный миллиард покупает у фермеров продукты питания. Фермеры получают ещё один миллиард, и ещё одна пятая часть годового продукта выводится из обращения;
4. фермеры покупают у «бесплодного» промышленных изделий на 1 миллиард. Изделия заменяют те инструменты и материалы, стоимость которых вошла в стоимость произведённого годового продукта;
5. «бесплодный» класс покупает на этот миллиард сырьё у фермеров.

## История публикации
Труд французского экономиста увидел свет в 1758 (по другим данным — в 1759) году. Примечателен тот факт, что типографским наборщиком текста работы выступил сам король Франции, Людовик XV.

## Критика

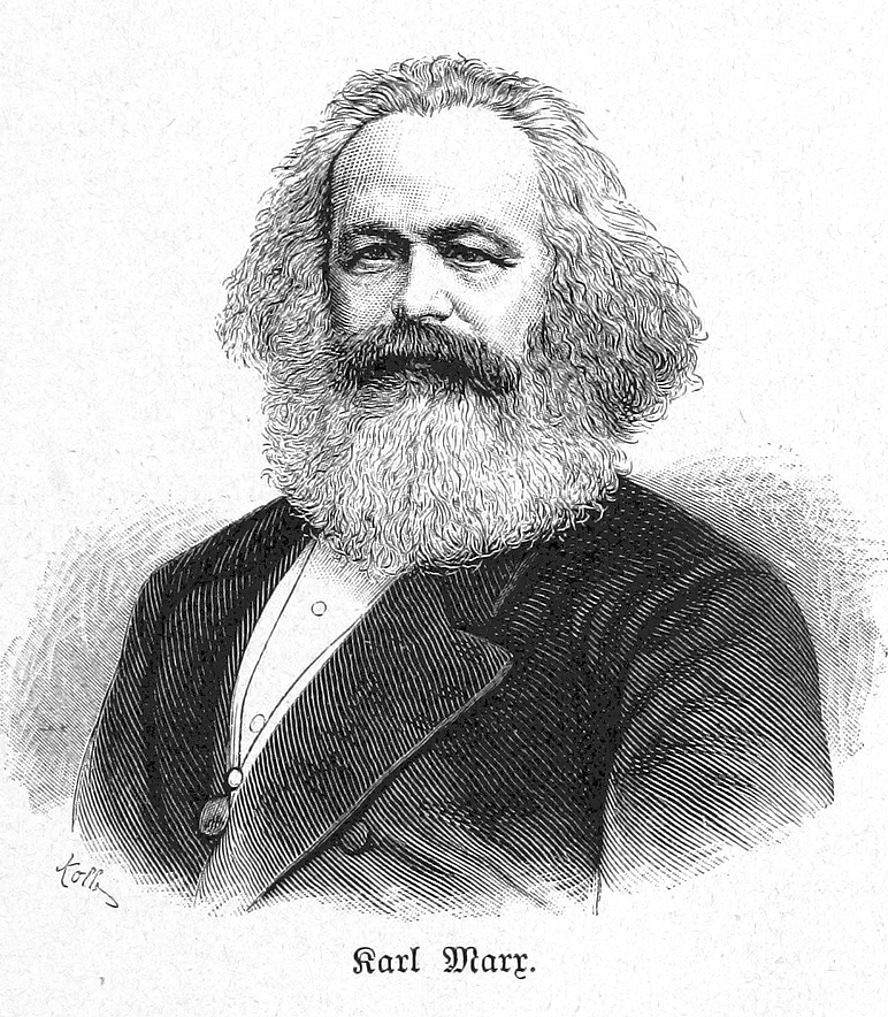
Карл Маркс

Работа Кенэ была раскритикована Марксом. Он отверг аксиоматику таблицы, объявив теорию «чистого продукта» ложной, а концепцию разделения общества именно на три класса — неверной. По мнению Маркса, Кенэ не сумел отразить механизм воспроизводства в условиях становления капитализма и внутреннюю противоречивость этого механизма. С другой стороны, немецкий экономист позитивно отозвался о практических рекомендациях Кенэ, отметив их прогрессивный антифеодальный характер.